# She Wanted to Marry a Hero
She Wanted to Marry a Hero è un cortometraggio muto del 1910. Il nome del regista non viene riportato.

## Produzione
Il film fu uno dei primissimi film prodotti dalla Thanhouser Film Corporation.

## Distribuzione
Distribuito dalla Thanhouser Film Corporation, uscì nelle sale cinematografiche statunitensi il 29 aprile 1910. Nelle proiezioni, veniva programmato con il sistema dello split reel, accorpato in un'unica bobina con un altro cortometraggio.